# Fort Ashby
Fort Ashby est une census-designated place située dans le comté de Mineral, dans l’État de Virginie-Occidentale, aux États-Unis. Sa population s’élevait à 1 380 habitants lors du recensement de 2010.

## Histoire
La localité a été établie sous le nom de Frankfort, changé en Alaska avant d’opter pour le nom actuel, d’après un fort situé à proximité.

## Source
- (en) Cet article est partiellement ou en totalité issu de l’article de Wikipédia en anglais intitulé « Fort Ashby, West Virginia » (voir la liste des auteurs).

1. ↑  Hamill Kenny, West Virginia Place Names: Their Origin and Meaning, Including the Nomenclature of the Streams and Mountains, Piedmont, WV, The Place Name Press, 1945 (lire en ligne), p. 246